# Nowaharadziejski
Nowaharadziejski (biał. Новагарадзейскі; ros. Новогородейский; hist. pol. Horodziej Górny) – agromiasteczko na Białorusi, w obwodzie mińskim, w rejonie nieświeskim, w sielsowiecie Horodziej. Sąsiaduje z Horodziejem.

## Historia
Przed II wojną światową w miejscu Nowaharadziejskiego mieściły się majątek ziemski i folwark Horodziej Górny. Leżał on w Polsce, w województwie nowogródzkim, w powiecie nieświeskim, w gminie Horodziej. W 1921 liczył 43 mieszkańców, zamieszkałych w 4 budynkach, w tym 29 Polaków i 14 Białorusinów. 22 mieszkańców było wyznania prawosławnego i 21 rzymskokatolickiego.